# Илбенге
Илбенге́ (якут. Илбэҥэ) — село в Вилюйском улусе Якутии России. Административный центр Баппагайинского наслега.

## География
Село расположено на западе региона, в восточной части Центрально-Якутской равнины, к северу от озера Ильбенге.
Географическое положение
Расстояние до улусного центра — города Вилюйск — 215 км.
Климат
В населённом пункте, как и во всем районе, климат резко континентальный, с продолжительным зимним и коротким летним периодами. Зимой погода ясная, с низкими температурами. Устойчивые холода зимой формируются под действием обширного антициклона, охватывающего северо-восточные и центральные улусы. Средняя месячная температура воздуха в январе находится в пределах от −28˚С до −40˚С..

## История
Согласно Закону Республики Саха (Якутия) от 30 ноября 2004 года N 173-З N 353-III село возглавило образованное муниципальное образование Баппагайинский наслег.

## Население
| 2002 | 2010 | 2021 |
| ---- | ---- | ---- |
| 685  | ↘651 | ↘637 |

Национальный состав
Согласно результатам переписи 2002 года, в национальной структуре населения якуты составляли 99 % от общей численности населения в 685 чел.

## Улицы
| - ул. Вилюйская, - ул. Е.Е. Николаева, - ул. Кэлтэгэй, - ул. Лесная, | - ул. М.А. Алексеева, - ул. Мира, - ул. Молодёжная, - ул. Н.В. Фёдорова, | - ул. Озёрная, - ул. Портовская, - ул. Школьная, - пер. Эрэл. |

## Экономика
Животноводство (мясо-молочное скотоводство, мясное табунное коневодство).

## Инфраструктура
Дом культуры, средняя общеобразовательная школа, учреждения здравоохранения и торговли.
- Обелиск павшим воинам Великой Отечественной войны (1941-1945 гг.) в ознаменование 40-летия Победы.
- Памятник Герою-освободителю в честь 60-летия Победы в Великой Отечественной войне.

## Транспорт
Автодорога федерального значения «Вилюй».